# Kalanjevci
Kalanjevci (en serbe cyrillique : Каланјевци) est un village de Serbie situé dans la municipalité de Ljig, district de Kolubara. Au recensement de 2011, il comptait 611 habitants.

## Démographie

### Évolution historique de la population
| 1948  | 1953  | 1961  | 1971 | 1981 | 1991 | 2002 | 2011 |
| ----- | ----- | ----- | ---- | ---- | ---- | ---- | ---- |
| 1 217 | 1 198 | 1 126 | 945  | 875  | 824  | 744  | 611  |

|  |